# Jan Frans Volckerick
Joannes-Franciscus (JanFrans) Volckerick (Antwerpen, 14 april 1815 – Antwerpen, 21 februari 1897) was een Belgisch beiaardier.
Hij was zoon van Aldegonda De Swert en zilversmid Cornelius Johannes Baptist Volckerick. Hijzelf was sinds 1841 getrouwd met Catharina Dingemans.
Volgens de Algemene muziek encyclopedie was Volckerick een natuurtalent op de beiaard. Hij begon als koorknaap van de Onze-Lieve-Vrouwekathedraal. Wanneer de vaste beiaardier Jan/Jean Janssens overlijdt, schrijft de stad een wedstrijd uit. Winant Servais uit Hasselt werd de winnaar. Toch is het Volckerick die vanaf 19 december 1834 als stadsbeiaardier de beiaard bespeelt. Als redenen worden geopperd dat Servais niet kwam opdagen of dat het stadsbestuur voor Volckerick had gekozen omdat hij gedurende de vacaturetijd de beiaard naar tevredenheid had bespeeld. Hij probeerde samen met Adolf Denyn de val van het beiaardspel in de 19e eeuw te kenteren. Dat resulteerde in 1897 tot de oprichting van een beiaardschool door Jef Denyn (zoon van Adolf) dat later een vervolg kreeg in de Koninklijke Beiaardschool Jef Denyn. Volckerick maakte dat net niet meer mee, hij werd in 1863/1964 opgevolgd door Joseph Callaerts, die er tevens organist was. Volcekrick wendde zich tot zijn andere professie juwelier-zilversmid; volgeling van zijn vader.
Volckerick componeerde of bewerkte ook wel stukken voor het beiaard. Eigen werk is bijvoorbeeld te vinden in de bibliotheek van het Letterenhuis (voorheen Museum voor het Vlaamse Cultuurleven). De AME zag Preludes mélodiques arrangés pour le carillon als interessantste werk, het bestaat uit bewerkingen van beiaardmuziek, ook van bijvoorbeeld Muzio Clementi. Uit die werken bleek een grote aanleg voor virtuositeit, hetgeen hem de "Franz Liszt van de beiaard" opleverde. Ook schreef hij koorwerken, liederen etc. waaronder Spaensche refrein en De Vaendrig van Naverre. Hij gaf jarenlang pianoles in Antwerpen aan het Sint-Ignatiuscollege en het Sint-Jozefinstatituut. Een verre volgeling van hem, beiaardier Margo Halsted (1938-2023) van de Universiteit van Californië - Riverside schreef nog een proefschrift over hem  (1973).
- International Standard Name Identifier: 0000 0004 3613 6612
- Library of Congress Control Number: no2014080336
- MusicBrainz: 07367134-ea63-4f4d-8192-afa5c389e565
- Virtual International Authority File: 309838526